# Yda Hillis Addis
Yda Hillis Addis, (1857 - desaparecida en 1902) fue la primera escritora estadounidense en traducir antiguas historias orales mexicanas al inglés. Las leyendas mexicanas que adaptó al inglés para The Argonaut de 1885 a 1889 se publicaron más tarde en la colección titulada Wicked Legends by Yda H. Addis. La más popular de sus más de cien historias es Roman's Romance and Roger's Luck.

## Primeros años
Addis nació en 1857 en Lawrence, Kansas, y se mudó con su familia a Chihuahua, México, al inicio de la Guerra de Secesión. Hija de un fotógrafo itinerante, Alfred Shea Addis, recorrieron la frontera occidental y el desierto mexicano, por pueblos indios, campamentos mineros, y otras ubicaciones exóticas, mayormente en California y norte de México, ayudando a su padre. Cuando tenía 15 años, ella y su familia se instalaron en Los Ángeles donde se graduó con la primera clase del Instituto de Los Ángeles; una clase de graduado con siete estudiantes. También comenzó a enseñar a niños de siete años.

## Carrera como escritora
Addis escribió numerosos cuentos, extraídos de fuentes orales mexicanas, así como ficción original. Sus escritos incluían relatos de fantasmas, historias de trágicos triángulos amorosos e historias que presagiaban el feminismo norteamericano. En 1880 presentó sus historias de heroínas, como Justicia poética y Señorita Santos, a The Argonaut, una revista bimensual de San Francisco, fundada por Frank M. Pixley. Pronto su trabajo apareció en otras publicaciones como The Californian, The Overland Monthly, Harper's Monthly, San Francisco Chronicle, Examiner, Los Ángeles Herald, St. Louis Dispatch, Chicago Times, Philadelphia Press, McClure's Magazine y muchos periódicos mexicanos.

## Vida personal
Pixley le presentó a su buen amigo y exgobernador de California John G. Downey, a finales de los años 1880. Cuando las hermanas de Downey descubrieron que él y Addis se habían comprometido, le embarcaron ilegalmente para Irlanda y dejaron que Addis presentara una demanda por ruptura de promesa matrimonial. Pero antes del comienzo del juicio, Addis dejó San Francisco para ir a Ciudad de México para escribir para el diario bilingüe Dos Repúblicas, propiedad de J. Magtella Clark. Cuando el editor, Theodore Gesterfeld, se sintió atraído por el ingenio y encanto de Addis, la esposa del editor, Úrsula, solicitó el divorcio nombrando a Addis como la causa. En su testimonio, Gesterfeld admitió cometer adulterio, pero no con Addis.
Ante esta publicidad desfavorable, Addis dejó Ciudad de México por Santa Barbara (California), y empezó a recoger material sobre ciudadanos prominentes del área para que Lewis Publishing Company publicara un libro de biografías. Durante una de sus entrevistas conoció y poco después se casó con Charles A. Storke, un abogado local y dueño del Santa Barbara News-Press. La historia de Addis sobre Santa Bárbara, su único libro, fue publicado en 1891.
Addis dijo que su marido y Tommy, el hijo adolescente de este, la trataban mal. Acusó a Storke de algunos comportamientos íntimos extraños y violencia hacia ella. Storke respondió con una demanda de divorcio contra Addis alegando que estaba loca.
Durante el divorcio Addis descubrió que su abogado, Grant Jackson, esq., actuaba en complicidad con Storke. Disparó contra Jackson, quien sobrevivió, y pasó ocho meses en prisión. Cuando fue liberada, el divorcio continuaba en curso y Addis solicitó una pensión alimenticia. Por entonces, Clara Shortridge intervino brevemente para defender a Addis. Storke rechazó pagar los $500 al mes que Addis pedía y en cambio consiguió que fuera ingresada en un psiquiátrico. Más tarde huyó del asilo mental, y desapareció.